# نائوکو ساواماتسو
 نائوکو ساواماتسو (انگلیسی: Naoko Sawamatsu؛ زاده ۲۳ مارس ۱۹۷۳) یک تنیس‌باز اهل ژاپن است.